# Galeries Lafayette Haussmann
Pour les articles homonymes, voir Lafayette.
Les Galeries Lafayette Haussmann sont un grand magasin parisien situé boulevard Haussmann dans le 9e arrondissement.
Il s'agit du plus vaste grand magasin d'Europe et du second au niveau mondial après Macy’s Herald Square.
En 2014, il réalise 1,8 milliard d'euros de chiffre d'affaires, devançant Harrods à Londres, Bloomingdale's à New York et Isetan à Tokyo, redevenant donc le premier grand magasin du monde en chiffre d'affaires. 
Il appartient à la branche « Grands Magasins » du Groupe Galeries Lafayette.
Les Galeries Lafayette reçoivent en moyenne 37 millions de visiteurs par an, soit plus de 100 000 clients quotidiens, sur les quatre sites interconnectés du magasin (Coupole, L'Homme, Maison et Gourmet). 
Le site est desservi par les stations de métro Chaussée d'Antin - La Fayette et Havre - Caumartin et par la gare Auber du RER A. La gare Saint-Lazare est également à proximité.

## Historique

### Les débuts

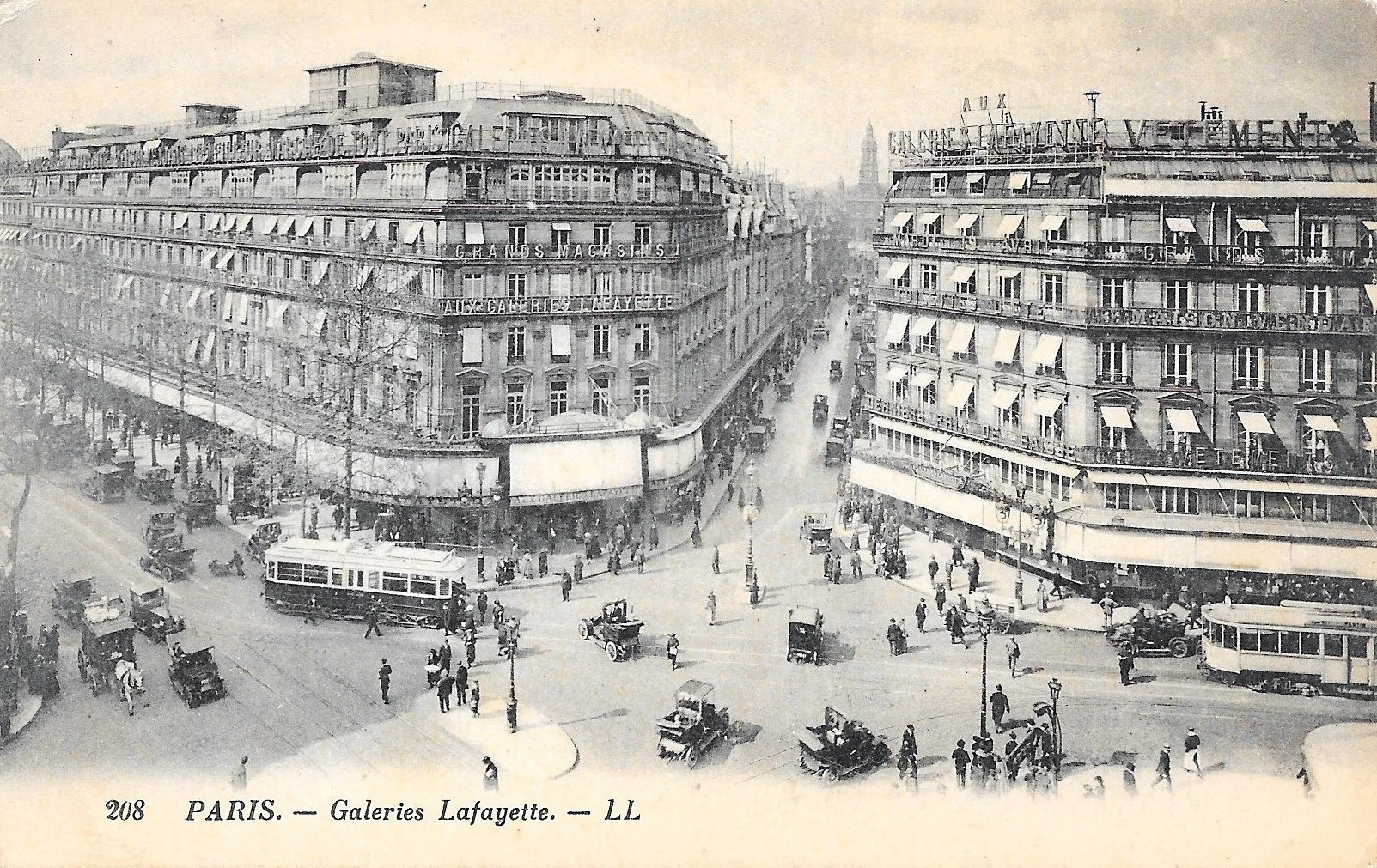
Les Galeries Lafayette au début du XX.

En 1893, Théophile Bader et Alphonse Kahn, deux cousins alsaciens, s'associent et reprennent un commerce de Nouveautés.
En 1894 ils ouvrent le magasin Les Galeries Lafayette à l'angle de la rue La Fayette et de la rue de la Chaussée-d'Antin, plus de quarante ans après Le Bon Marché. Le magasin est idéalement placé à proximité de l'Opéra Garnier, des grands boulevards et de la gare Saint-Lazare. Très vite, il attire les employées de bureaux et la petite et moyenne bourgeoisie.
En 1896, la société achète la totalité de l'immeuble du 1, rue La Fayette et, en 1903, les immeubles des 38, 40 et 42, boulevard Haussmann ainsi que le 15, rue de la Chaussée-d'Antin. Georges Chedanne puis Ferdinand Chanut sont chargés de l'agencement de ces nouvelles acquisitions. Le 8 octobre 1912 est inaugurée l'immense coupole Art nouveau : d'architecture circulaire, son point culminant est situé à 43 mètres du sol, ce dôme en verre est couronné par dix piliers de béton. Théophile Bader aimait à utiliser des matériaux très modernes pour l'époque, de même que du ciment armé aux étages. Les décors sont réalisés par des maîtres de l'école de Nancy : Édouard Schenck (faisceaux métalliques sculptés de motifs floraux), Jacques Grüber (vitraux néobyzantins) et Louis Majorelle (ferronnerie des balcons et escaliers à triple envolée).

### Un magasin de luxe

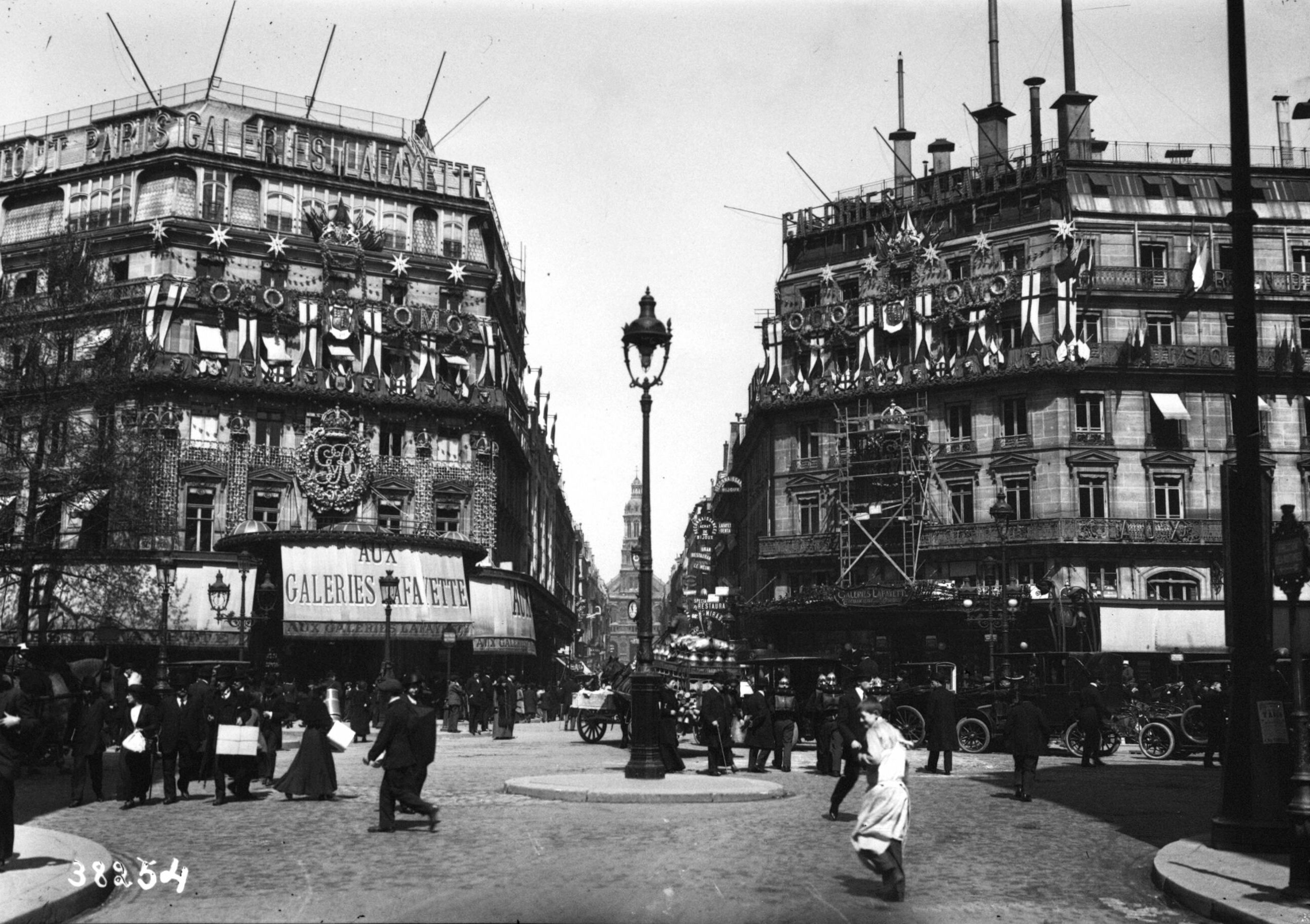
Les Galeries Lafayette décorées pour la visite des souverains britanniques à Paris en avril 1914.

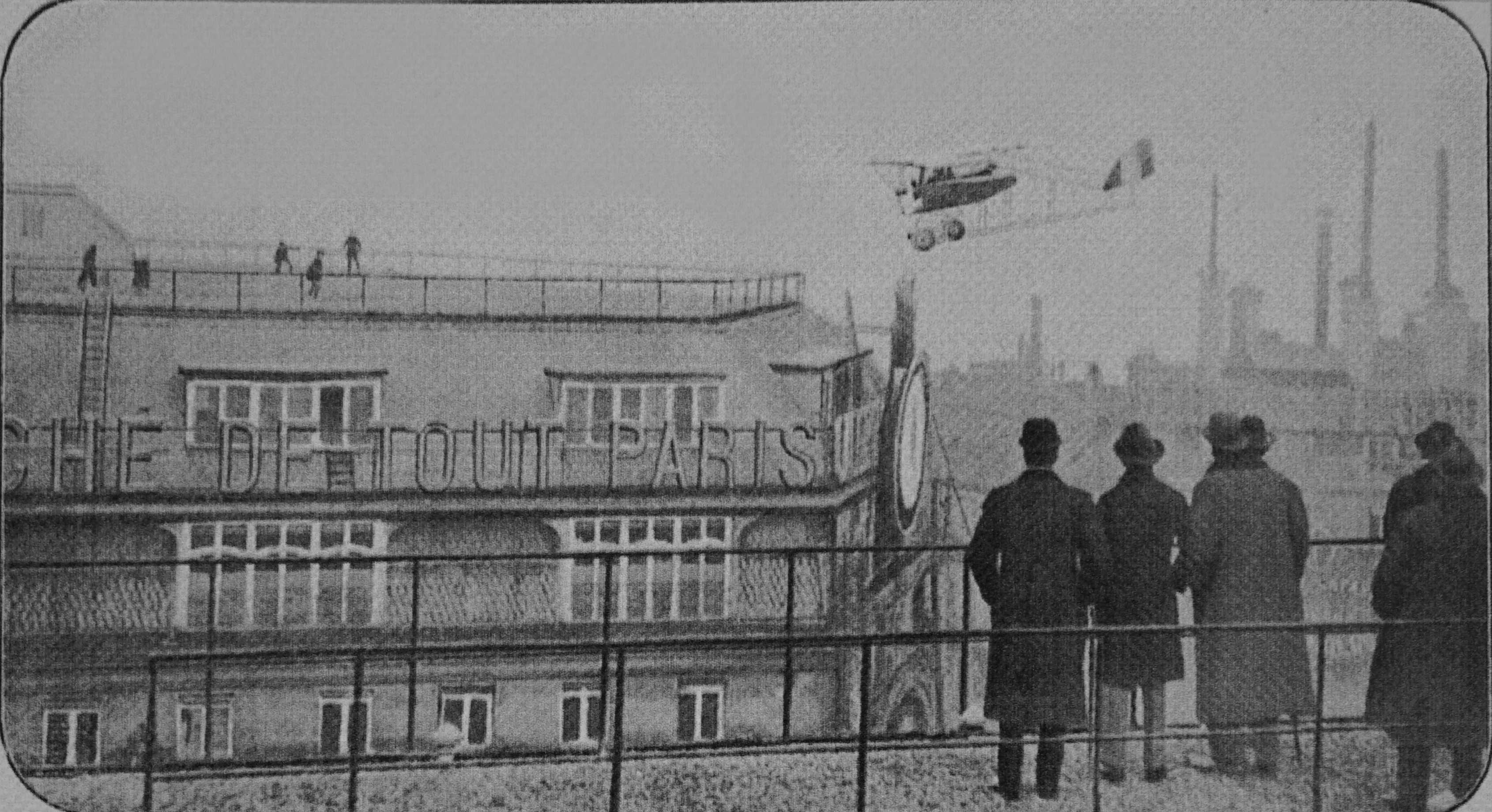
Jules Védrine atterrit sur le toit des Galeries Lafayette en 1919.

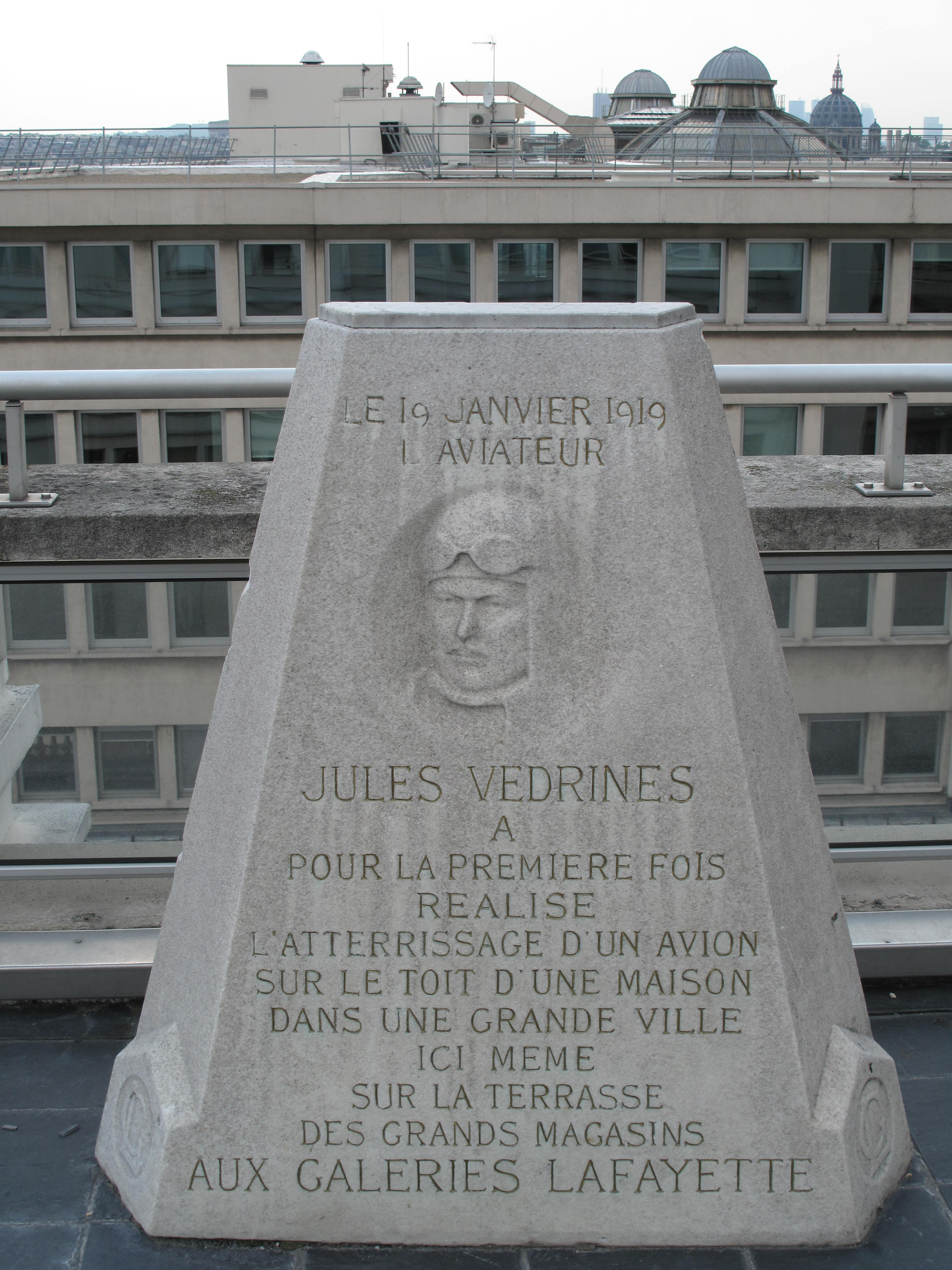
Stèle sur la terrasse, commémorant l'évènement de la dernière image.

En 1900, la marque Aux Galeries Lafayette est déposée.
En 1908, le premier magasin situé sur le boulevard Haussmann est ouvert.
En octobre 1912, le nouveau magasin est inauguré. Il est composé de 96 rayons, d'un salon de thé, d'une bibliothèque et d'un salon de coiffure. Il a cinq étages, des balcons et une grande coupole. Celle-ci, inspirée par le style byzantin, a 33 mètres de hauteur, est constituée de dix faisceaux de vitraux peints, enserrés dans une armature métallique richement sculptée de motifs floraux. Les balustres des étages inférieurs, ornées de feuillages, sont signées Louis Majorelle, à qui l'on doit également la rampe d'escalier. Selon les vœux de Théophile Bader, une lumière dorée, venant de la coupole, inonde le grand hall, avec son escalier d'honneur, et fait scintiller la marchandise. Au sommet du bâtiment, une terrasse permet de découvrir Paris et sa nouvelle Tour Eiffel. Les vitrines jouent un grand rôle dans cette mise en scène : elles doivent éveiller toutes les envies et tous les désirs. Tout est fait pour que le client se sente bien et ait envie d'acheter.
Le magasin est tout entier dévoué à la nouveauté et à la mode. La démocratisation de la mode est en marche et le succès est au rendez-vous. Puis le magasin diversifie son offre : aux rayons traditionnels sont ajoutés la confection pour homme, l'ameublement, les jouets, les arts de la table.
Paris 1916. Les Galeries Lafayette ont déjà 27 ans. Le concept de bazar de luxe imaginé par ses fondateurs Théophile Bader et Alphonse Kahn rencontre le succès à Paris. Les deux cousins décident d’exporter le concept dans d’autres pays, notamment le Maroc, alors sous protectorat français. Leurs gendres, propriétaires de la société de droit français « Paris-Maroc », disposent déjà d’un immeuble nouvellement construit en plein centre-ville de Casablanca, place de France, à deux pas du défunt cinéma Vox. Ils y installent au rez-de-chaussée les « Magasins modernes », avec l’annotation en bas : « succursales des Galeries Lafayette Paris ». L’histoire des Galeries de Casablanca sera, depuis, très liée à celle de l’immeuble. Œuvre des « pères du béton », les célèbres frères Auguste et Gustave Perret, concepteurs entre autres du théâtre des Champs-Élysées. Ce joyau architectural est alors « l’un des premiers bâtiments du Casa moderne. Son chantier a été d’ailleurs ouvert en même temps que celui du grand théâtre des Champs-Élysées à Paris ».
Le 19 janvier 1919, Jules Védrines pose son avion, un Caudron G III, sur la terrasse. Une stèle commémore l’événement.

### L’après-guerre

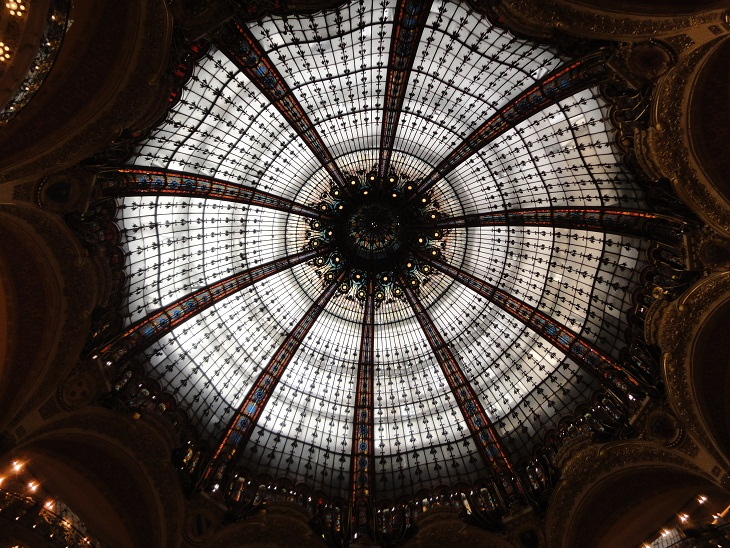
Coupole vue de l'intérieur.

Après la grande dépression qui suivit la crise de 1929 et la Seconde Guerre mondiale, les années 1950 voient la reprise.
De nombreuses opérations commerciales apparaissaient, comme la venue d'Édith Piaf, qui accepte de venir chanter en 1950 alors qu'elle est la star préférée des Français. En 1953, les Galeries Lafayette inaugurent une nouvelle conception du commerce en lançant la première d'une longue série d'expositions. En 1958 sont lancés « les 3J », des articles d'actualité et de bonne qualité mis en vente à des prix exceptionnellement bas pendant trois jours.
Entre 1952 et 1956, les premiers escalators sont installés, les halls intérieurs sont supprimés et deux étages sont ajoutés.

### Des années 1960 à 2000

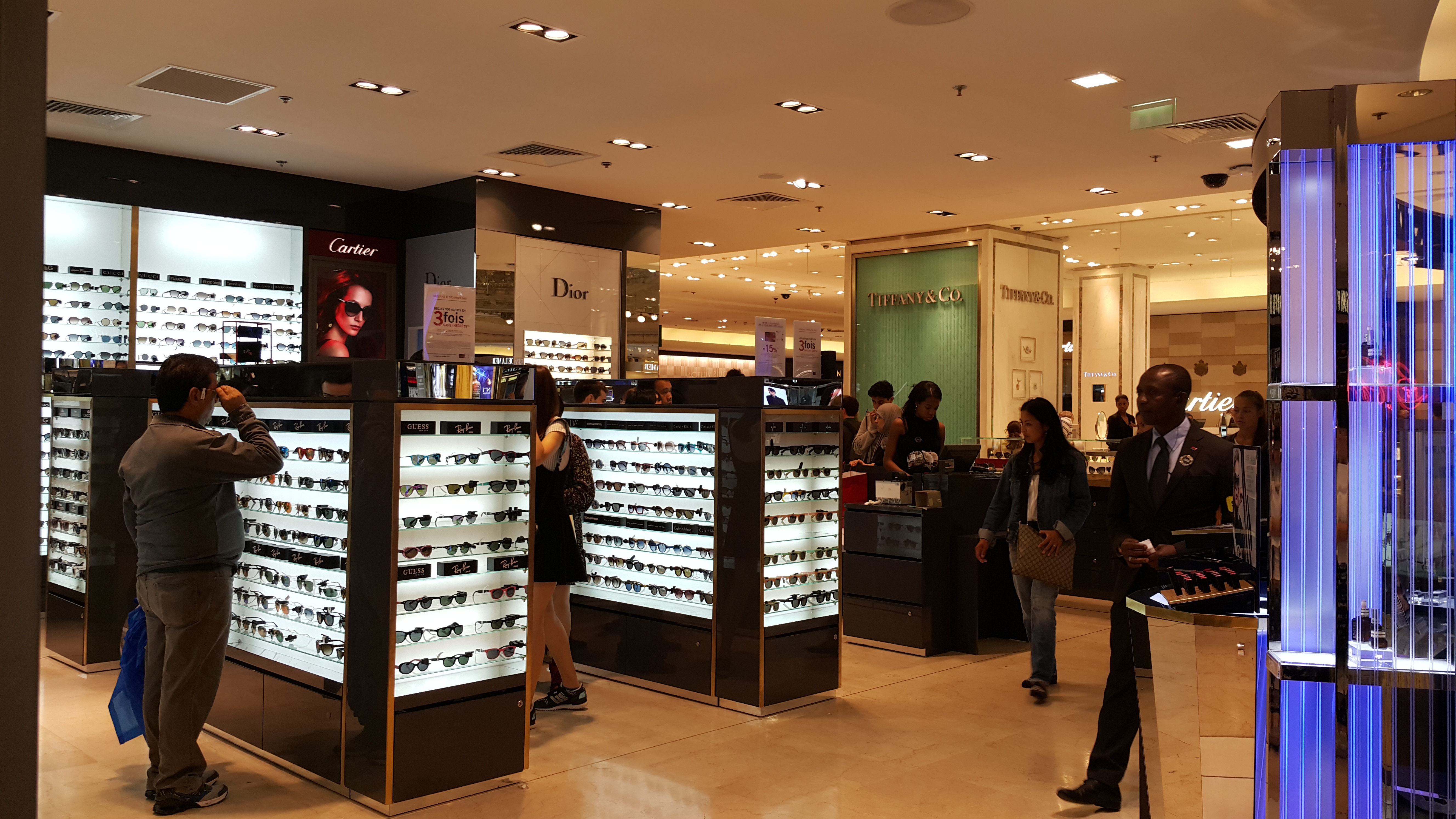
Boutiques à l'intérieur des Galeries.

En 1969, un nouveau magasin, réservé à la mode masculine, est construit de l'autre côté de la rue de Mogador.
Les Galeries Lafayette s'imposent comme un acteur important dans la création et révèlent à chaque saison de nouveaux talents en mettant à leur disposition de petites boutiques dans le magasin. C'est le cas de Daniel Hechter, Pierre Cardin, Cacharel, Yves Saint Laurent, entre autres.
En 1974, on démonte l'escalier d'honneur et, en 1984, le rez-de-chaussée central est modifié afin d'ouvrir des boutiques de prestige.
À partir de 1975, les Galeries Lafayette Haussmann, avec leurs 47 800 m2 de surface de vente, occupent la première place française en réalisant un chiffre d'affaires supérieur à celui du Printemps, du BHV Rivoli, de la Samaritaine et du Bon Marché.
En 1980, le magasin affirme encore davantage sa vocation pour la mode en créant le Festival de la Mode qui rencontre un franc succès.
En décembre 1985, un attentat a lieu aux Galeries Lafayette et au Printemps voisin, faisant 43 blessés.
En 1996, les Galeries Lafayette fêtent leur centième anniversaire. Pour l'occasion, quelques grandes marques rééditent un de leurs grands classiques.
En 2009, une surface de vente dédiée aux chaussures pour femmes est ouverte au 1er sous-sol, sur une superficie de 3 000 m2. Cela en fait le second plus grand magasin du monde en matière de chaussures, derrière le magasin Selfridges de Londres.
En 2010, ouvre une Bordeauxthèque, plus grande cave de Bordeaux au monde (1 500 références).
En 2012, pour le centenaire de la coupole et après son nettoyage complet, une nouvelle mise en lumières est installée, signée par l'artiste Yann Kersalé.
Entre 2019 et 2021, la part de surface dédiée aux cafés et restaurants dans le grand magasin croît de 20 %.
En raison de la pandémie de Covid-19, l'année 2020 est la pire de l'histoire des grands magasins parisiens. Outre les fermetures temporaires survenues lors des confinements — une longueur jamais connue, même pendant les deux guerres mondiales —, ils subissent aussi la perte de leur clientèle étrangère, à quoi se surajoute une forme de désaffection des Français pour la mode, le développement du commerce en ligne et des restrictions de l’utilisation de la voiture dans la capitale. Cela les conduit à réorienter leur stratégie, en ciblant davantage la clientèle française, en particulier francilienne et parisienne, qui s'était jusque récemment écartée de ces enseignes dédiées aux visiteurs étrangers et au luxe. Par exemple aux Galeries Lafayette Haussmann, une grande partie du 3e étage est réaménagée pour proposer des vêtements de seconde main et des marques nées sur le réseau social Instagram. Au total, 60 % des surfaces de ventes sont remodelées et une troisième batterie d'escalators est installée afin de mieux juguler les flux de touristes et de locaux. Durant la première moitié de l'année 2021, par rapport à 2019, le chiffre d'affaires réalisé grâce aux Français a ainsi grimpé de 28 %.

## Aujourd’hui

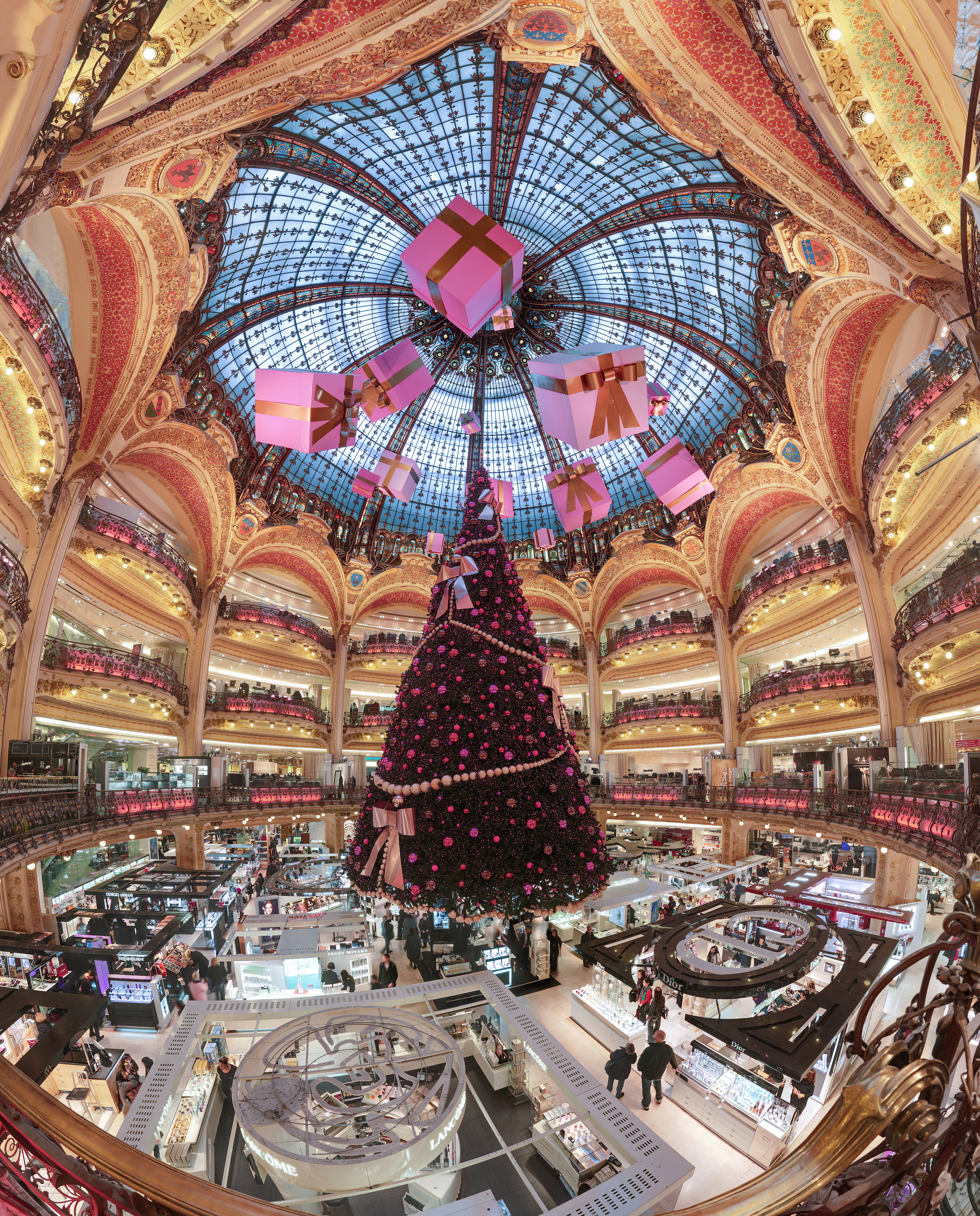
Balcons et coupole des Galeries Lafayette, à Noël 2009.

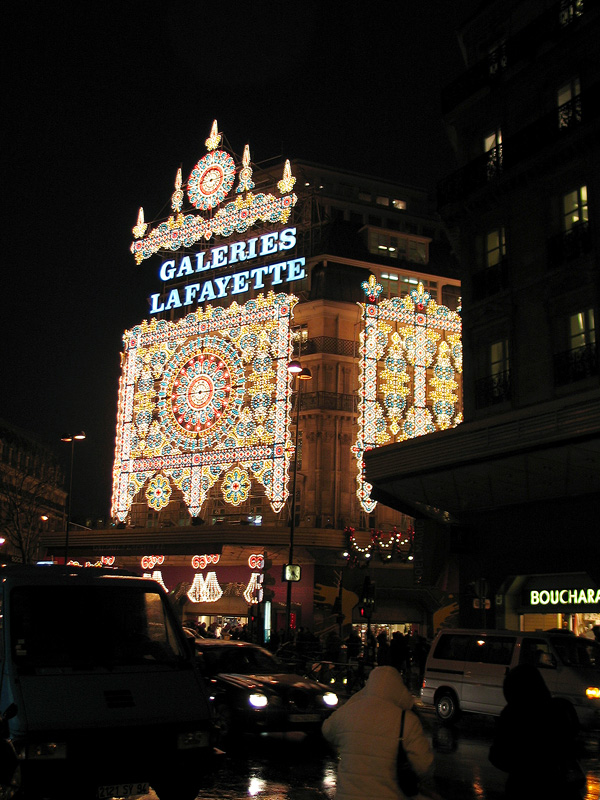
Les Galeries pendant Noël 2004.

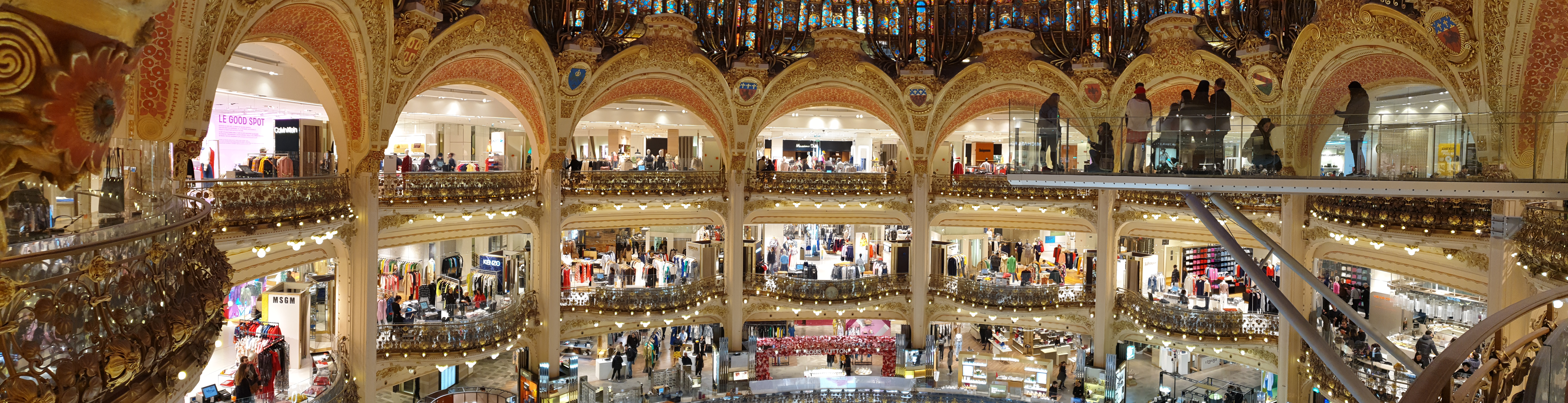
Coupole de la partie femme en 2019.

De nos jours, le magasin est en permanente évolution et modernisation.
Les Chinois arrivent aujourd'hui en tête de la clientèle étrangère des Galeries Lafayette Haussmann, devançant les Américains et les Japonais. Depuis le 1er septembre 2009, elles ont doublé leur chiffre d'affaires réalisé par la clientèle chinoise. Celle-ci, selon le magasin, achète principalement des parfums et des accessoires et affectionne tout particulièrement le luxe et le savoir-faire à la française. Pour les accueillir, le magasin a mis en place une équipe composée d'une douzaine de collaborateurs parlant mandarin et cantonais. Des plans en chinois et des trousses d'accueil spéciales ont été conçus pour faciliter la découverte du magasin par les Chinois.
Mais les chinois ne sont pas les seuls clients asiatiques. Les autres pays sont aussi représentés : les clients viennent également du Japon, de Malaisie ou de Thaïlande par exemple. Ces clients asiatiques sont accueillis dans le magasin d'Haussmann par des agents d'accueil parlant ces différentes langues, dans une zone "Asie" spécialement aménagée.
En 2005 :
- Chiffre d'affaires HT : 1 621,7 millions d'euros
- Effectifs: 12 022
- Nombre de magasins: 63, dont 10 affiliés

L'enseigne compte 5 magasins hors de France : Berlin, Casablanca, Dubaï, Jakarta et Pékin.

## Communication

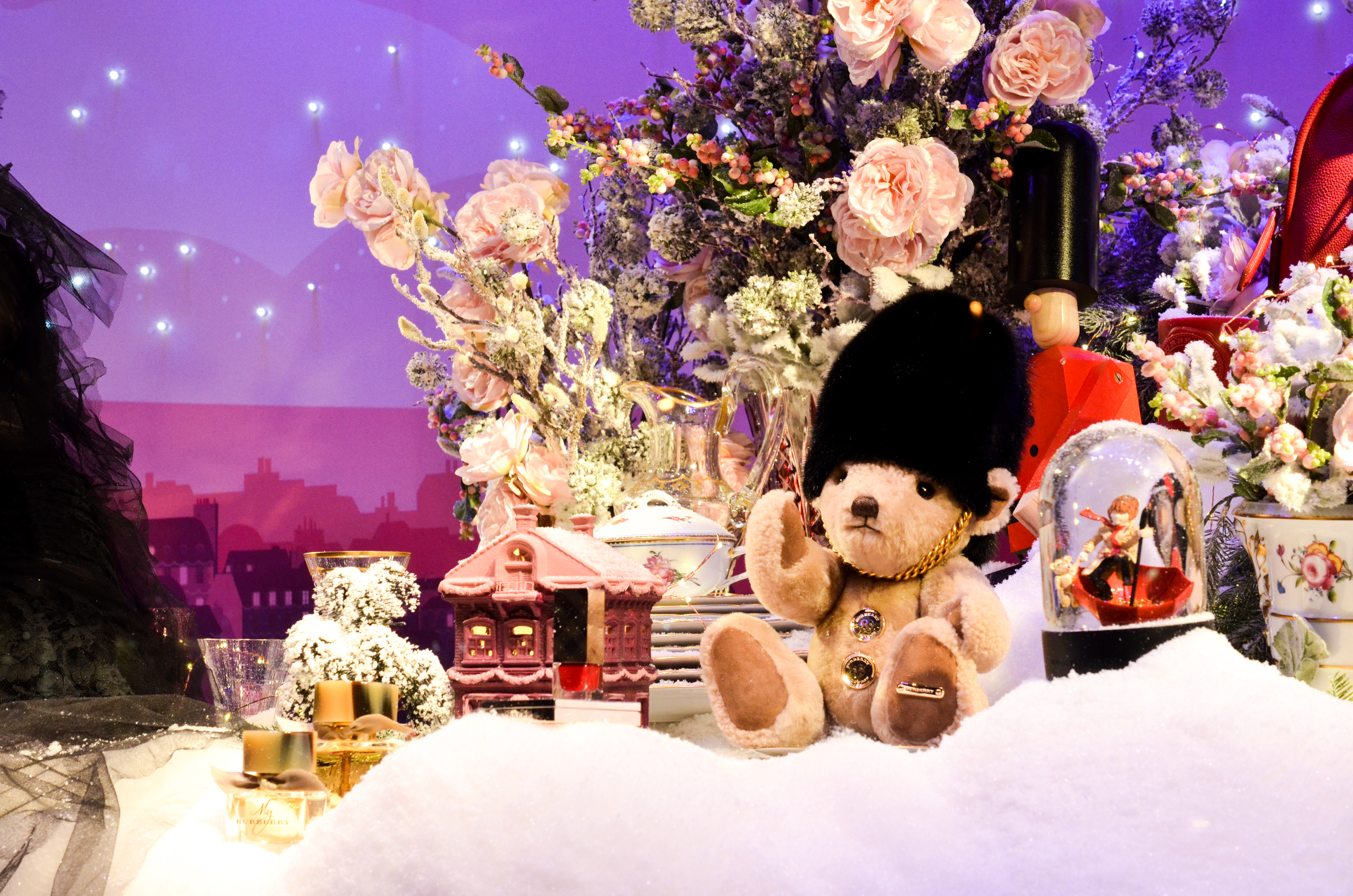
Vitrines de Noël des galeries en 2014.

L'image des Galeries Lafayette des années 2000 est fortement associée aux visuels créés par Jean-Paul Goude. L'aventure durera 14 ans.
Le 16 septembre 2015, les Galeries Lafayettes dévoilent un nouveau plan de communication intitulé "le nouveau chic", avec notamment un nouveau logo.

## Dans les arts et la culture populaire

### Filmographie

#### Cinéma
Dans Au bonheur des dames de Julien Duvivier, sorti en 1930, le magasin est utilisé pour tourner les scènes dans le magasin fictif Au bonheur des dames.
Dans Les Chinois à Paris de Jean Yanne, sorti en 1974, une armée d’occupation chinoise investit les Galeries Lafayette : « Le quartier général des forces chinoises sera donc installé dans un grand magasin de la capitale, sur la rive droite. La situation centrale de l’établissement, ses dimensions et son absence de cloisonnement ont joué en faveur de ce choix. Cette structure, a déclaré le haut-commissaire chinois, a le double avantage de favoriser la vie communautaire et de permettre une surveillance plus facile. Tout le matériel et les marchandises contenus dans le magasin seront déménagés par les troupes chinoises ».
Dans Peur sur la ville avec Jean-Paul Belmondo, une scène de poursuite mémorable s'effectue sur les toits et à l'intérieur du magasin. Pendant que des coups de feu retentissent, un message sonore en forme de leitmotiv est entendu : « À tout instant, il se passe quelque chose aux Galeries Lafayette ».
Le grand magasin apparaît en 2018 dans Le monde est à toi de Romain Gavras, et dans La Daronne avec Isabelle Huppert en 2020.

#### Télévision

##### Documentaire
- 1999 : Bienvenue au grand magasin réalisé par Julie Bertuccelli.
- 2017 : Les grands magasins, ces temples du rêve épisode Les Galeries Lafayette, Paris réalisé par Elke Werry.